# Laza (Spanyolország)
Laza egy község Spanyolországban, Ourense tartományban. Lakosainak száma 1164 fő (2024).

### Közeli települések
Laza Montederramo, Chandrexa de Queixa, Vilariño de Conso, Castrelo do Val, Monterrei, Cualedro, Sarreaus és Vilar de Barrio községekkel határos.

## Nevezetességei
Nevezetességei a hagyományos karneváli maskarák, a peliqueirók (spanyolul Os Peliqueiros), akik nagy zajt keltve vonulnak az utcákon, ördögi mosollyal a maszkjukon. A peliqueirók minden évben a februárban vagy márciusban tartott karneválon (Entroido de Laza) tűnnek fel az utcákon. Vigyorgó maszk és kalózruha jellemzi jelmezüket. Jöttüket az övükre függesztett bocicsengő jelzi. Kezükben pálcát forgatnak, amivel odasóznak a gyanútlan járókelőknek, akik nem üthetnek vissza. Az ünnep hétfői napján a peliqueirók "csatáznak": lisztet, vizet és élő hangyákat szórnak egymásra. Az ünnep keddi napján nyilvánosan felolvassák a "Szamár végrendeletét" és elégetnek egy szamárfigurát. 

## Képgaléria

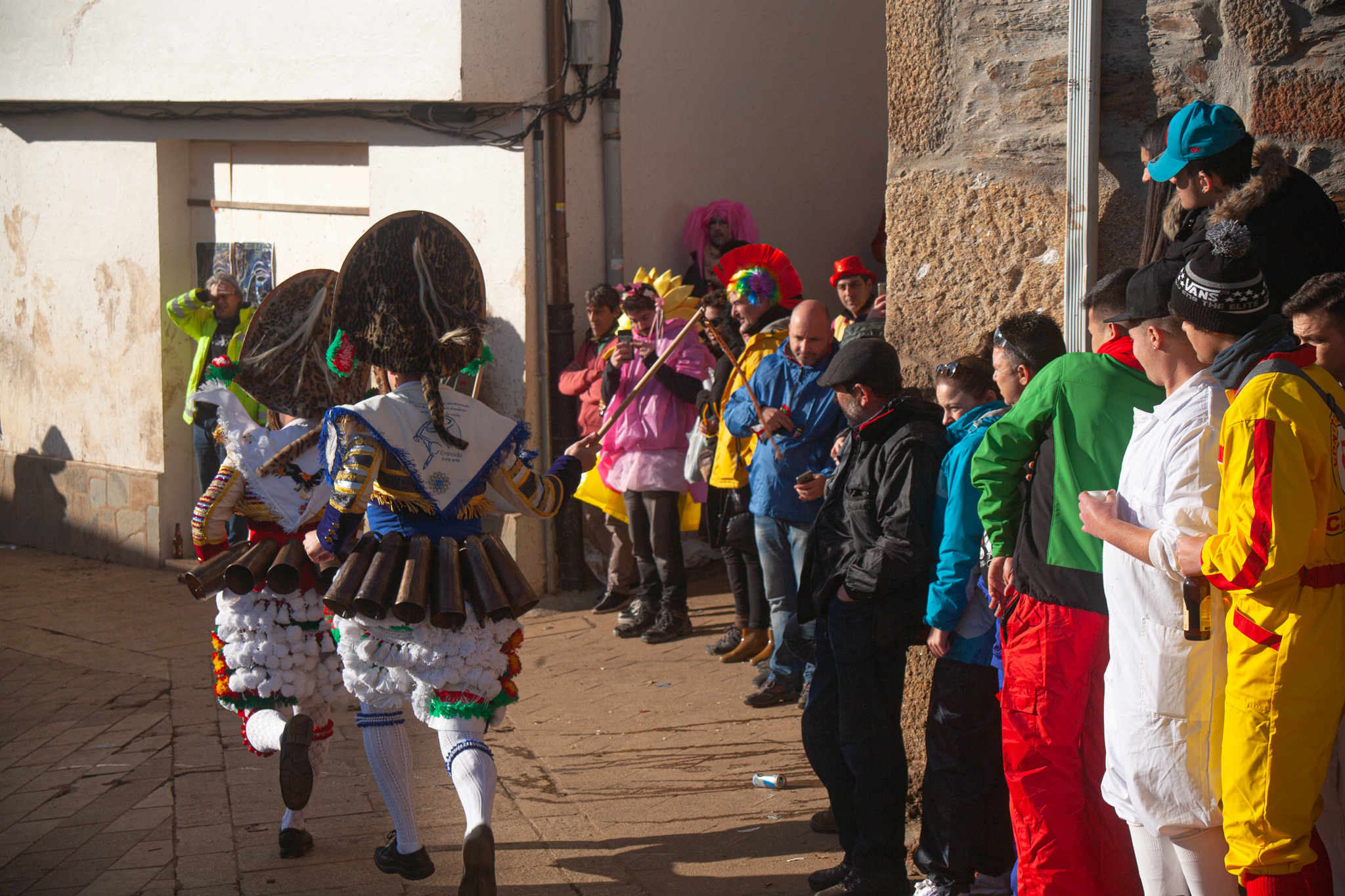
A járókelők között
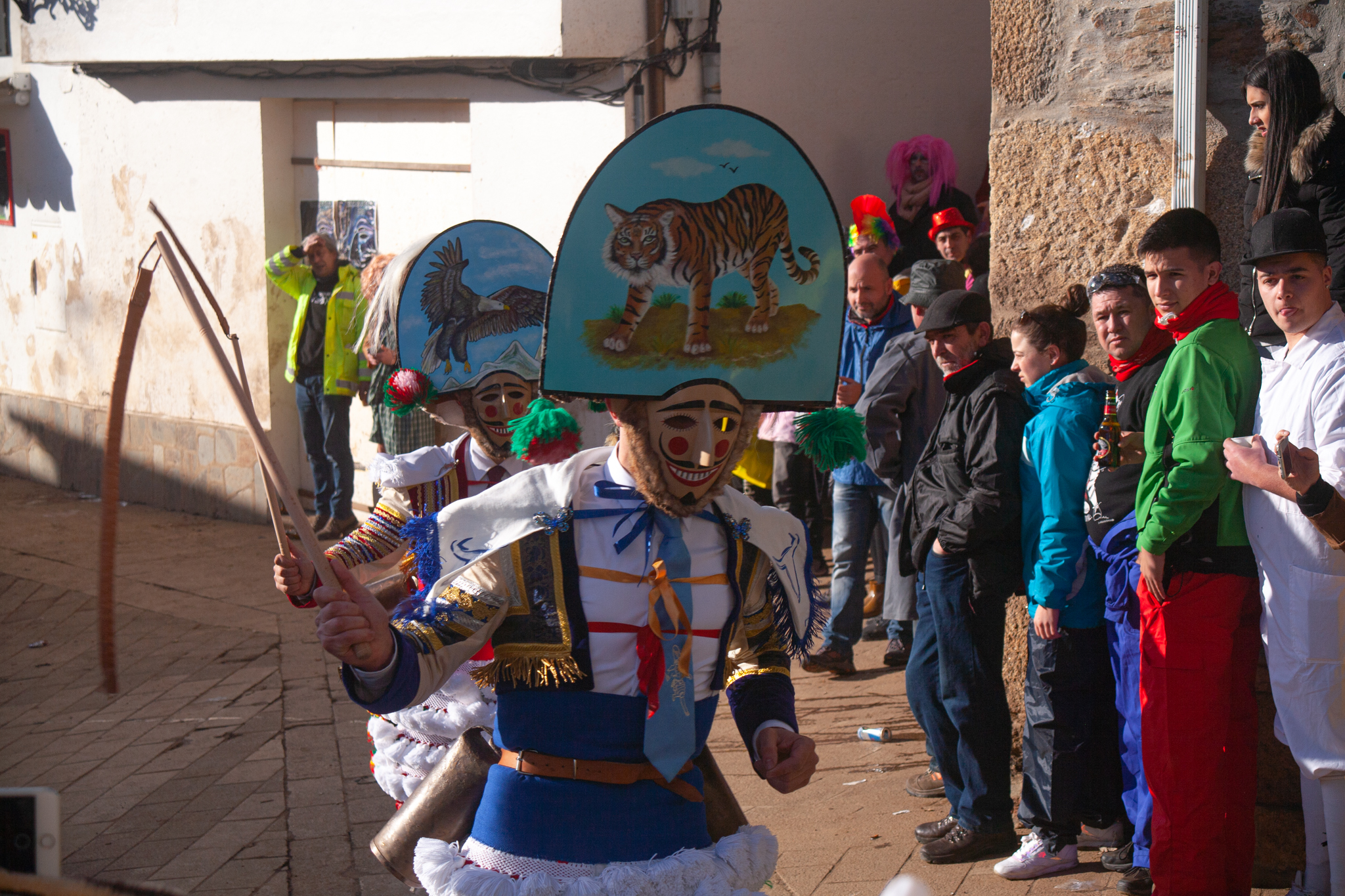
Az utcákon
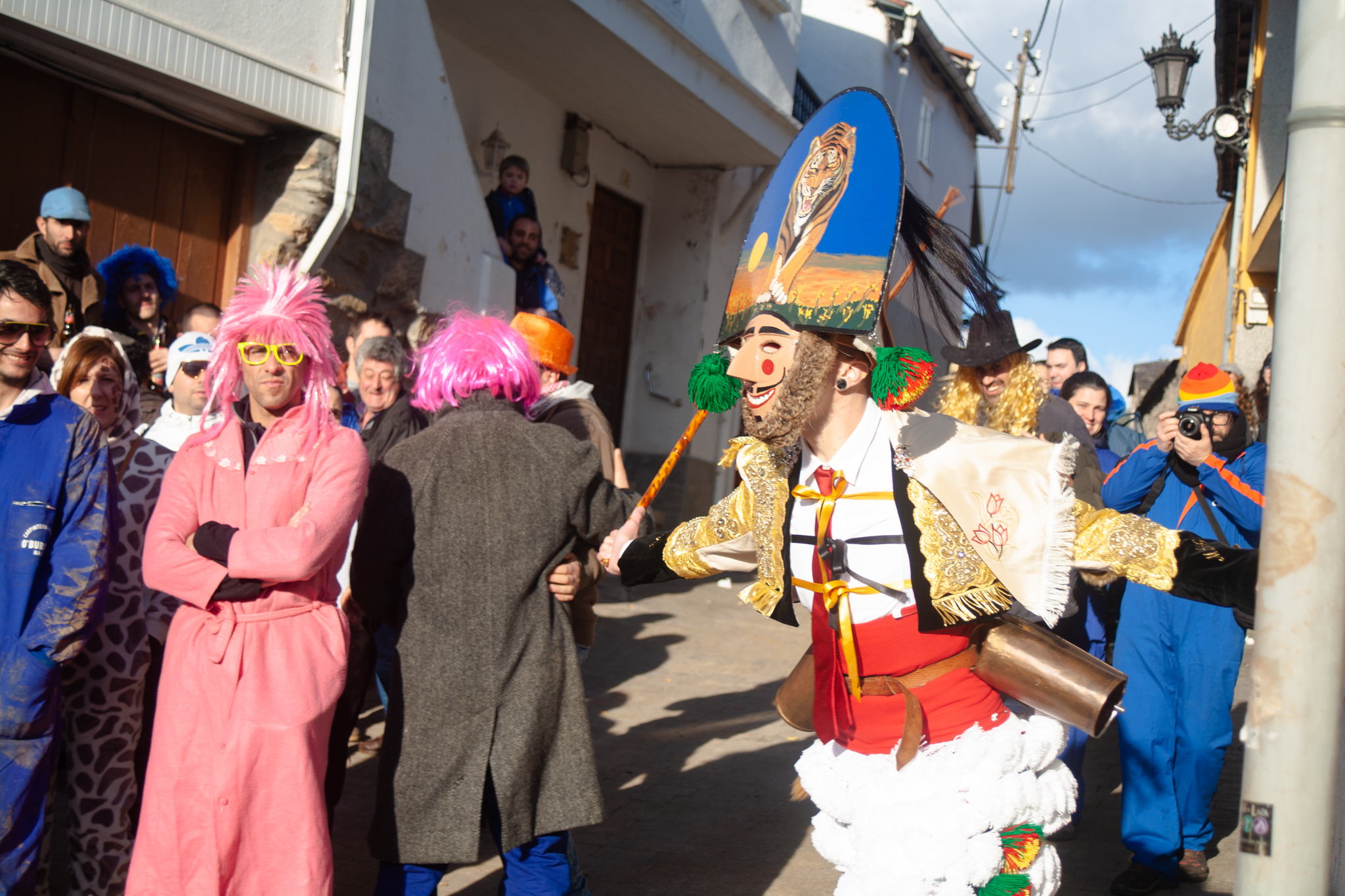
Egy jelmezes csoport

## Népesség
A település népessége az elmúlt években az alábbi módon változott:
| Lakosok száma | 1965 | 1800 | 1683 | 1597 | 1541 | 1449 | 1331 | 1228 | 1205 | 1164 |
|               | 2001 | 2004 | 2007 | 2009 | 2012 | 2014 | 2017 | 2019 | 2022 | 2024 |